# Go God Go XII
"Go God Go XII" is aflevering 1013 (#152) van South Park van Comedy Central. Hij is op 8 november 2006 om 10 PM EST voor het eerst verschenen. De aflevering is een vervolg op de vorige aflevering, Go God Go 

## Plot
De aflevering begint met een parodie op Buck Rogers in the 25th Century: er wordt getoond wat er in Go God Go heeft plaatsgevonden: Eric Cartman heeft zichzelf bevroren om zo niet drie weken te hoeven wachten op de release van de Nintendo Wii. Door een ongeluk is het vreselijk misgegaan en is hij pas 540 jaar later weer ontdooid door een club genaamd de United Atheist League (UAL). Iedereen is in de toekomst atheïst en er bestaan geen videospelletjes in die tijd. Dan wordt Cartman ontvoerd door de rivaal van de UAL: de United Atheist Alliance (UAA). Bij de basis van de UAA maakt Cartman via een megacomputer kennis met de Allied Atheist Allegiance (AAA), die uit enkel zeeotters bestaat. De leider van de AAA wil Cartman koste wat het kost vermoorden.
Ondertussen krijgen de kinderen uit South Park les in de evolutie. Nadat hun lerares Mrs. Garrison er niet bleek te geloven, kwam er een nieuwe leraar, Richard Dawkins, en Garrison en Dawkings krijgen een date. Na de date zegt Garrison dat God niet bestaat.
Om verder te gaan op de parodie wordt er ook wat extra info gegeven: Cartman is door de zeeotters ontvoerd en hij weet ze ervan te overtuigen dat hij aan hun kant staat. Als hij zijn Wii uit een oud museum krijgt, belooft hij info over de UAA te geven. Zodra hij de Wii heeft verdwijnt hij echter naar de basis van de UAA.
Als Cartman terug is kan hij de Wii niet aansluiten aan zijn tv. Cartman is woedend. De UAA wil al hun gevechtschepen sturen om de AAA te hinderen in hun plan om ten strijde te trekken. Als de UAL daarachter komt vallen zij de UAA aan. Ze doen het ter ere van de ‘grote Dawkins’, die de wereld van religies had bevrijd samen met zijn vrouw Garrison.
Eric komt erachter dat er een tijdtelefoon bestaat en hij ‘krijgt’ op een vreemde wijze er een. Hij belt zichzelf in het verleden en zegt dat hij zichzelf niet moet invriezen. Cartman wordt boos als hij dat zegt en hangt op. Eric krijgt daardoor een hekel aan zichzelf en belt Kyle en Butters ook. Dat helpt ook niks. Althans, tijdens het bellen verandert de toekomst wel. De robot van Eric wordt een kat en zijn haarstijl veranderd.
De zeeotters van de AAA hebben het perfecte plan: Als de UAL de UAA aanvalt, komen de otters en vermoorden iedereen. De drie clubs hebben oorlog omdat ze van elkaar verschillen in de Grote Vraag. Dan valt de UAL de basis van de UAA aan en tegelijk vallen de otters ze allebei aan.
De Grote Vraag blijkt te zijn: Hoe moeten Atheïsten zichzelf noemen, de UAL, de UAA, of AAA? Ze kunnen het niet eens worden en vallen elkaar aan. Dan komt Cartman op het idee om Garrison te bellen. Maar Richard Dawkins is er ook en neemt op. Eric vraagt of hij Mr. Garrison mag krijgen. Dawkins zegt dat er alleen een Mrs. Garrison is. Dan zegt Cartman dat hij gewoon met Garrison wil spreken, hoe hij zichzelf ook wil noemen sinds hij zich tot een vrouw liet ombouwen. Dawkins laat de telefoon vallen en vlucht het huis uit.
De toekomst verandert weer en nu hebben de UAL, UAA en AAA geen ruzie meer en ze gaan Eric terug in de tijd sturen. In die wereld is niet iedereen een Atheïst. Maar er is natuurlijk nog steeds oorlog. Eric wordt terug in de tijd gestuurd en hij smelt samen met zichzelf. Hij is heel blij... totdat hij ontdekt dat de Wii pas over twee maanden uitkomt! Hij bedenkt een manier om niet zo lang te hoeven wachten. Maar dan wordt hij door zichzelf uit de toekomst gebeld. Hij zegt de Eric geduldig moet zijn. Eric hangt op.